# تکوما (تومور تخمدان)
تِـکوما (انگلیسی: Thecoma) یا تومورهای سلول تکا نوعی تومور خوش‌خیم تخمدان است که فقط از سلول‌های تِـکا تشکیل شده‌اند و از نظر بافت‌شناسی به‌عنوان تومورهای استرومایی طناب جنسی طبقه‌بندی می‌شوند.
تکوما معمولاً تولیدکننده استروژن است و در زنان مسن (میانگین سنی ۵۹ سال؛ ۸۴٪ موارد پس از یائسگی) رخ می‌دهند. (اما البته ممکن است قبل از یائسگی هم بروز کنند).
۶۰ درصد بیماران با خونریزی غیرطبیعی رحمی و ۲۰ درصد سرطان آندومتر دارند.
در نمای ماکروسکوپی تومورهای تکوما عموماً، توپُر و زردرنگ است.
تکوما به‌طور کلی و از لحاظ میکروسکوپی از لایهٔ قشری تخمدان تشکیل شده است و دارای سلول‌های تومور دارای سیتوپلاسم پر از لیپید فراوان هستند.